# Sociedade Amigos de Piçarras
A Sociedade Amigos de Piçarras (SAP) é uma sociedade que realiza eventos de interesse da população da então região de Piçarras, do município de Itajaí. Ela foi formalmente fundada em 20 de janeiro de 1952. Entre os fundadores, está Francisco Fleith. Ela foi perdendo sua relevância com o tempo, e hoje seus bens foram cedidos à Fundação Municipal de Cultura de Balneário Piçarras.

## História
As reuniões do que seria a SAP começaram na década de 50, com o objetivo de discutir interesses em comum, principalmente sobre trazer energia elétrica ao município. Ela foi oficializada em 20 de janeiro de 1952. Um dos maiores eventos feitos pela sociedade foi o desfile Rainha da Praia. Os eventos ganharam notoriedade nacional, e foram organizados carnavais e apresentações de grupos famosos, como Os Trapalhões e a orquestra Cassino de Sevilha. O grupo chegou a ter mais de mil associados.
Com o tempo, a sociedade acabou perdendo a notoriedade e nas décadas de 2000 e 2010 tornou-se praticamente desconhecida, locando seu espaço para fins comerciais. Em 2015, o espaço cultural da cidade tornou-se o Centro Cultural Luiz Telles.

### Doação
O espaço foi doado à Fundação Municipal de Cultura de Balneário Piçarras em 15 de maio de 2023, em um processo que durou três anos. Entre os projetos da prefeitura, está a transformação da área antiga em um teatro e a instalação da Biblioteca Pública José Ferreira da Silva e do Centro Cultural Luiz Telles.